# Stenocrates rabbanii
Stenocrates rabbanii är en skalbaggsart som beskrevs av Brett C.Ratcliffe 1977. Stenocrates rabbanii ingår i släktet Stenocrates och familjen Dynastidae. Inga underarter finns listade i Catalogue of Life.